# Karin Ruckstuhl
Karin Ruckstuhl (ur. 2 listopada 1980) – holenderska lekkoatletka specjalizująca się w wielobojach oraz skoku w dal.

## Sukcesy
- srebrny medal podczas Halowych Mistrzostw Świata w Lekkoatletyce (Moskwa 2006)
- srebro Mistrzostw Europy w Lekkoatletyce (Göteborg 2006)
- brązowy medal na Halowych Mistrzostwach Europy w Lekkoatletyce (Birmingham 2007)
- 17 tytułów Mistrzyni Holandii w różnych konkurencjach (bieg na 60 m przez płotki, bieg na 100 m przez płotki, skok wzwyż, skok w dal, trójskok)

## Rekordy życiowe
- Siedmiobój lekkoatletyczny – 6423 pkt. (2006) były Rekord Holandii
- Skok w dal – 6,64 (2007)
- Skok wzwyż (hala) – 1,88 m (2007) były Rekord Holandii
- Skok w dal (hala) – 6,57 (2004)
- Trójskok (hala) – 12,90 m (2000) Rekord Holandii
- Pięciobój lekkoatletyczny – 4801 pkt. (2007) były Rekord Holandii